# Preto de eriocromo T
Preto de eriocromo T ou negro de eriocromo T é um indicador complexométrico que é usado em titulações complexométricas, como na determinação da dureza da água. É um corante azóico, o que lhe confere intensa cor e a solubilidade em água é dada pela presença de grupos sulfônicos. Como corante é classificado com o C.I. 14645.

## Características Químicas
As soluções aquosas de Preto de eriocromo são levemente básicas e coloridas de amarelo. Os dois grupos hidroxila são desprotonados pela adição de uma base (álcali, por exemplo) e a cor solução varia para azul ciano. Estes ânions de indicador em sua forma protonada formam então com íons metálicos bivalentes (com cálcio, magnésio, ou outros íons metálicos) um complexo vermelho magenta fraco. Um agente complexante, como por exemplo, o EDTA, tornando-se mais concentrado por adição, destrói o complexo formado.
Sua fórmula química pode ser escrita como HOC10H6N=NC10H4(OH)(NO2)SO3Na (ou C20H12N3O7SNa).
Podendo ser definido mais quimicamente como sal de sódio do ácido 2-hidroxi-1-(1-hidroxinaftil-2-azo)-6-nitronaftaleno-4-sulfônico.

Estruturas do Preto de Eriocromo T, os ânios e seus respectivos complexos.

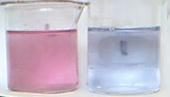
Preto de Eriocromo T é azul, mas torna-se vermelho na presença de metais.

## Aplicações
Quando usado como um indicador na titulação com EDTA o característico ponto final azul é reconhecido quando suficiente EDTA é adicionado e íons metálicos formam complexos com o EDTA não associado ao eriocromo.
Preto de eriocromo T tem outras aplicações. Pode ser usado como medidor da dureza em água (concentração de íons cálcio e magnésio). É também usado para detecção de  "metais terras raras".
Em algumas de suas aplicações como indicador complexométrico, é usado dissolvido em trietanolamina.

## Toxicidade e questões de segurança
Como muitos compostos azóicos, é tóxico. Em caso de contato com a pele, recomenda-se lavar abundantemente com água e remover a roupa contaminada. Em caso de contato com os olhos, lavar abundantemente com água, mantendo as pálpebras abertas. Em caso de irritação, recomenda-se a atenção médica. Em caso de ingestão, provocar o vômito, somada a ingestão de grande volume de água, alternadamente e igualmente recomenda-se o acompanhamento médico posterior.